# Protonový synchrotron

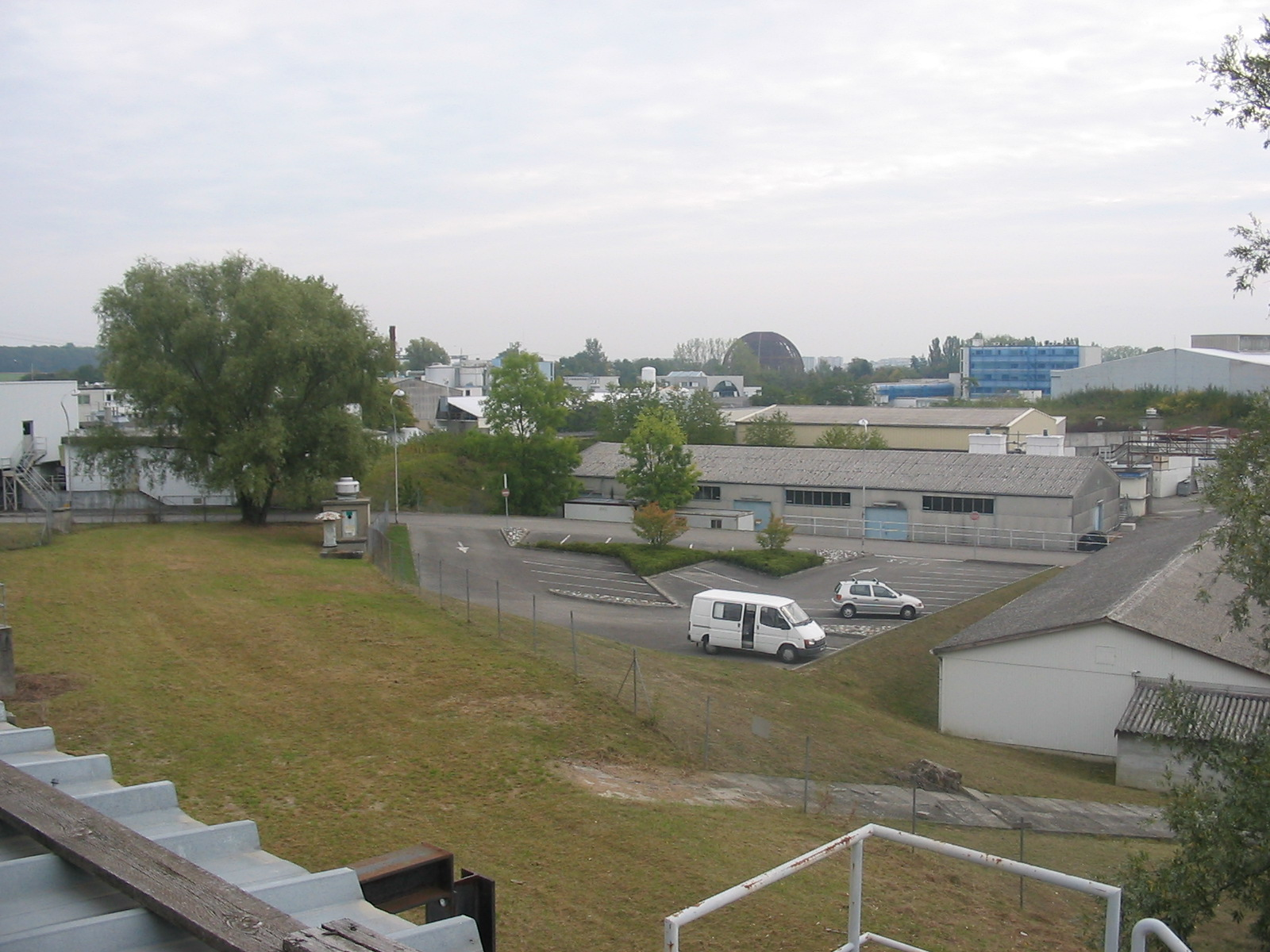
Povrch nad protonovým synchrotronem v CERNu. Po více než 55 letech je tvar prstence urychlovače sotva vidět kvůli novější konstrukci. Nicméně může být ještě viděn jako plocha v levé dolní části fotografie.

Protonový synchrotron (anglicky Proton Synchrotron, PS) je nejstarší větší urychlovač částic v Evropské organizaci pro jaderný výzkum postavený jako protonový urychlovač částic pro energie až 28 GeV v pozdních 50. letech a uvedený do provozu v roce 1959. Urychluje protony z Proton Synchrotron Booster na kinetickou energii 1,4 GeV a ionty z Low Energy Ion Ring (LEIR) na 72 MeV na nukleon. Později byl provozován jako injektor pro Intersecting Storage Rings (ISR), Super Proton Synchrotron (SPS) a Velký elektron-pozitronový urychlovač (LEP). Urychlovač je součástí vstřikovacího řetězce Velkého hadronového urychlovače (LHC), urychluje protony a těžké ionty.
Byl také použit jako zdroj částic pro další experimenty jako je bublinkové komory Gargamelle, pro kterou urychlovač dodával neutrinové paprsky. To vedlo k objevu slabých neutrálních proudů v roce 1974.
Synchrotron je kruhový urychlovač s obvodem 628.3 m. Jedná se o univerzální stroj, který umožňuje urychlovat protony, antiprotony, elektrony, pozitrony a různé druhy iontů. Hlavní vylepšením je zlepšení jeho výkonu na více než tisícinásobek od roku 1959. Jediné významné složky zbývající z původní instalace před více než 50 lety jsou ohýbací magnety a budova.